# Hypolimnas saundersi
Hypolimnas saundersi är en fjärilsart som beskrevs av Wallace 1869. Hypolimnas saundersi ingår i släktet Hypolimnas och familjen praktfjärilar. Inga underarter finns listade i Catalogue of Life.